# Campeonato Europeu de Futebol Sub-21 de 2015
O Campeonato Europeu de Futebol Sub-21 de 2015 foi a 20ª edição Campeonato Europeu de Futebol Sub-21. O evento foi realizado na Chéquia de 17 a 30 de junho.

## Qualificação
O sorteio para a qualificação foi realizado dia 31 de janeiro de 2013, em Nyon na Suiça. 52 seleções participaram da fase de qualificação. São um total de dez grupos com seis times cada.

### Equipes qualificadas
- Tchéquia
- Dinamarca
- Inglaterra
- Alemanha
- Itália
- Portugal
- Sérvia
- Suécia

## Sedes
| Praga              | Praga              | Praga Olomouc Uherské Hradiště | Olomouc            | Uherské Hradiště          |
| ------------------ | ------------------ | ------------------------------ | ------------------ | ------------------------- |
| Eden Arena         | Generali Arena     | Praga Olomouc Uherské Hradiště | Andrův stadion     | Stadion Miroslava Valenty |
| Capacidade: 21 000 | Capacidade: 20 565 | Praga Olomouc Uherské Hradiště | Capacidade: 12 000 | Capacidade: 8 121         |
|                    |                    | Praga Olomouc Uherské Hradiště |                    |                           |

## Sorteio
Foi realizado em 6 de novembro de 2014.
| Pote A                  | Pote B              | Pote C                                   |
| ----------------------- | ------------------- | ---------------------------------------- |
| - Tchéquia - Inglaterra | - Itália - Alemanha | - Portugal - Dinamarca - Suécia - Sérvia |

## Fase de grupos

Equipas participantes da Euro Sub-21 2015

A fase de grupos será disputada entre  17 e 24 de junho.
|  | Equipes classificadas à fase final e ao Rio 2016 |
|  | Equipes eliminadas                               |

### Grupo A
| Pos | Seleção   | Pts | J | V | E | D | GP | GC | SG |
| --- | --------- | --- | - | - | - | - | -- | -- | -- |
| 1   | Dinamarca | 6   | 3 | 2 | 0 | 1 | 4  | 4  | 0  |
| 2   | Alemanha  | 5   | 3 | 1 | 2 | 0 | 5  | 2  | +3 |
| 3   | Tchéquia  | 4   | 3 | 1 | 1 | 1 | 6  | 3  | +3 |
| 4   | Sérvia    | 1   | 3 | 0 | 1 | 3 | 1  | 7  | -6 |

| 17 de junho   | Tchéquia      | 1 – 2     | Dinamarca                   | Eden Arena, Praga                             |
| 18:00 (UTC+2) | Kadeřábek 35' | Relatório | Vestergaard 56' · Sisto 84' | Público: 15 987 Árbitro: POL Szymon Marciniak |

| 17 de junho   | Alemanha | 1 – 1     | Sérvia     | Generali Arena, Praga                      |
| 20:45 (UTC+2) | Can 17'  | Relatório | Đuričić 8' | Público: 5 490 Árbitro: ESP Javier Estrada |

| 20 de junho   | Sérvia | 0 – 4     | Tchéquia                          | Generali Arena, Praga                       |
| 18:00 (UTC+2) |        | Relatório | Kliment 7', 21', 56' · Frýdek 59' | Público: 16 253 Árbitro: FRA Clément Turpin |

| 20 de junho   | Alemanha                      | 3 – 0     | Dinamarca | Eden Arena, Praga                           |
| 20:45 (UTC+2) | Volland 32', 48' · Ginter 53' | Relatório |           | Público: 13 268 Árbitro: RUS Sergei Karasev |

| 23 de junho   | Tchéquia   | 1 – 1     | Alemanha   | Eden Arena, Praga                           |
| 20:45 (UTC+2) | Krejčí 66' | Relatório | Schulz 55' | Público: 18 068 Árbitro: NED Danny Makkelie |

| 23 de junho   | Dinamarca              | 2 – 0     | Sérvia | Generali Arena, Praga                          |
| 20:45 (UTC+2) | Falk 21' · Fischer 47' | Relatório |        | Público: 4 297 Árbitro: GRE Tasos Sidiropoulos |

### Grupo B
| Pos | Seleção    | Pts | J | V | E | D | GP | GC | SG |
| --- | ---------- | --- | - | - | - | - | -- | -- | -- |
| 1   | Portugal   | 5   | 3 | 1 | 2 | 0 | 2  | 1  | +1 |
| 2   | Suécia     | 4   | 3 | 1 | 1 | 1 | 3  | 3  | 0  |
| 3   | Itália     | 4   | 3 | 1 | 1 | 1 | 4  | 3  | +1 |
| 4   | Inglaterra | 3   | 3 | 1 | 0 | 2 | 2  | 4  | -2 |

| 18 de junho   | Itália             | 1 – 2     | Suécia                                 | Andrův stadion, Olomouc                        |
| 18:00 (UTC+2) | Berardi 29' (pen.) | Relatório | Guidetti 56' · Kiese Thelin 86' (pen.) | Público: 6 719 Árbitro: GRE Tasos Sidiropoulos |

| 18 de junho   | Inglaterra | 0 – 1     | Portugal       | Stadion Miroslava Valenty, Uherské Hradiště |
| 20:45 (UTC+2) |            | Relatório | João Mário 57' | Público: 7 167 Árbitro: NED Danny Makkelie  |

| 21 de junho   | Suécia | 0 – 1     | Inglaterra  | Andrův stadion, Olomouc                     |
| 18:00 (UTC+2) |        | Relatório | Lingard 85' | Público: 11 257 Árbitro: ESP Javier Estrada |

| 21 de junho   | Itália | 0 – 0     | Portugal | Stadion Miroslava Valenty, Uherské Hradiště  |
| 20:45 (UTC+2) |        | Relatório |          | Público: 7 085 Árbitro: POL Szymon Marciniak |

| 24 de junho   | Inglaterra    | 1 – 3     | Itália                         | Andrův stadion, Olomouc                     |
| 20:45 (UTC+2) | Redmond 90+3' | Relatório | Belotti 25' · Benassi 27', 72' | Público: 11 563 Árbitro: RUS Sergei Karasev |

| 24 de junho   | Portugal              | 1 – 1     | Suécia       | Stadion Miroslava Valenty, Uherské Hradiště |
| 20:45 (UTC+2) | Gonçalo Paciência 82' | Relatório | Tibbling 89' | Público: 7 263 Árbitro: FRA Clément Turpin  |

## Fase final
|  | Semifinal             | Semifinal |       |  | Final               | Final |  |
|  |                       |           |       |  |                     |       |  |
|  | 27 de junho – Olomouc |           |       |  |                     |       |  |
|  | Dinamarca             | 1         |       |  |                     |       |  |
|  | Suécia                | 4         |       |  |                     |       |  |
|  |                       |           |       |  |                     |       |  |
|  |                       |           |       |  | 30 de junho – Praga |       |  |
|  |                       |           |       |  | Suécia (pen)        | 0 (4) |  |
|  |                       | Portugal  | 0 (3) |  |                     |       |  |
|  |                       |           |       |  |                     |       |  |
|  |                       |           |       |  |                     |       |  |
|  |                       |           |       |  |                     |       |  |
|  | 27 de junho – Praga   |           |       |  |                     |       |  |
|  | Portugal              | 5         |       |  |                     |       |  |
|  | Alemanha              | 0         |       |  |                     |       |  |

Todos os jogos estão no Horário de Verão da Europa Central (UTC+2)

### Semifinais
| 27 de junho | Portugal                                                                  | 5 – 0     | Alemanha | Generali Arena, Praga                               |
| 18:00       | B. Silva 25' · Ricardo 33' · Cavaleiro 45+1' · João Mário 46' · Horta 71' | Relatório |          | Público: 9 876 Árbitro: GRE Anastasios Sidiropoulos |

| 27 de junho | Dinamarca | 1 – 4     | Suécia                                                             | Andrův stadion, Olomouc                    |
| 21:00       | Bech 63'  | Relatório | Guidetti 23' (pen.) · Tibbling 26' · Quaison 83' · Hiljemark 90+5' | Público: 9 834 Árbitro: RUS Sergei Karasev |

### Final
| 30 de junho | Suécia | 0 – 0 (pro) | Portugal | Eden Arena, Praga                             |
| 20:45       |        | Relatório   |          | Público: 18 867 Árbitro: POL Szymon Marciniak |

|                                                     |       | Penalidades                               |  |
| Guidetti Kiese Thelin Augustinsson Khalili Lindelöf | 4 – 3 | Paciência Tozé Esgaio João Mário Carvalho |  |

## Premiação
| Campeonato Europeu Sub-21 2015 |
| Suécia                         |
| ------------------------------ |
| SUÉCIA Campeão (1º título)     |

| Chuteira de Ouro     | Chuteira de Prata | Chuteira de Bronze |
| -------------------- | ----------------- | ------------------ |
| CZE Jan Kliment      | GER Kevin Volland | SWE John Guidetti  |
| Jogador de ouro      |                   |                    |
| POR William Carvalho |                   |                    |

### Equipe do torneio
| Posição    | Jogador            | Seleção    |
| ---------- | ------------------ | ---------- |
| Goleiro    | José Sá            | Portugal   |
| Defensores | Victor Lindelöf    | Suécia     |
| Defensores | Filip Helander     | Suécia     |
| Defensores | Jannik Vestergaard | Dinamarca  |
| Defensores | Raphaël Guerreiro  | Portugal   |
| Meias      | William Carvalho   | Portugal   |
| Meias      | Oscar Lewicki      | Suécia     |
| Meias      | Nathan Redmond     | Inglaterra |
| Meias      | Bernardo Silva     | Portugal   |
| Meias      | Ivan Cavaleiro     | Portugal   |
| Atacante   | Kevin Volland      | Alemanha   |

Fonte:

## Estatísticas
Atualizado em 16 de abril de 2016
| Pos. | Jogador        | País     | Gols | Tempo jogando |
| ---- | -------------- | -------- | ---- | ------------- |
| 1    | Jan Kliment    | Tchéquia | 3    | 262'          |
| 2    | Marco Benassi  | Itália   | 2    | 180'          |
| 2    | Simon Tibbling | Suécia   | 2    | 254'          |
| 2    | Kevin Volland  | Alemanha | 2    | 352'          |
| 2    | John Guidetti  | Suécia   | 2    | 426'          |
| 2    | João Mário     | Portugal | 2    | 466'          |

| Pos. | Jogador     | País     | Assist. | Tempo jogando |
| ---- | ----------- | -------- | ------- | ------------- |
| 1    | Jiří Skalák | Tchéquia | 2       | 150'          |